# Byte (nummer)
Byte is een nummer van de Nederlandse dj's Martin Garrix en Brooks uit 2017.
Garrix liet het nummer voor het eerst horen op het Ultra Music Festival van 2017 in Miami. "Byte" wordt omschreven als Garrix zijn "terugkeer naar EDM", omdat zijn voorgaande twee hits In the Name of Love en Scared to Be Lonely door velen werden gezien als "popnummers".
In Nederland haalde "Byte" de 2e positie in de Tipparade. Ook voor de Vlaamse Ultratop 50 werd het nummer een slechts een tip.